# Контвил (Приморска Сена)
Контвил (фр. Conteville) насеље је и општина у северној Француској у региону Горња Нормандија, у департману Приморска Сена која припада префектури Дјеп.
По подацима из 2011. године у општини је живело 535 становника, а густина насељености је износила 39,02 становника/km². Општина се простире на површини од 13,71 km². Налази се на средњој надморској висини од 248 метара (максималној 246 m, а минималној 193 m).

## Демографија
| 1962. | 1968. | 1975. | 1982. | 1990. | 1999. | 2011. |
| ----- | ----- | ----- | ----- | ----- | ----- | ----- |
| 465   | 504   | 447   | 401   | 460   | 454   | 535   |

График промене броја становника у току последњих година